# Abde Rebbach
Abderrahmane Rebbach, detto Abde (Blida, 11 agosto 1998), è un calciatore algerino, attaccante dell'Alavés.

## Carriera
Nato a Blida, si è trasferito nei Paesi Baschi all'età di 12 anni. Ha giocato con Iru-Bat, Santa Lucía, Ariznabarra e Aurrerá Vitoria in gioventù, ed ha debuttato in prima squadra con quest'ultimo club durante la stagione 2017-18 di Tercera División.
Nel 2018 si è unito al San Ignacio, club affiliato all'Alavés in quarta divisione. Il 18 agosto 2020 è stato assegnato all'Alavés B in Segunda División B.
Il 25 maggio 2022, dopo aver segnato 16 gol con la squadra B nella stagione 2021-22, ha firmato un contratto di due anni ed è stato definitivamente promosso in prima squadra in Segunda División. Ha fatto il suo debutto professionistico il 13 agosto, entrando nel secondo tempo al posto di Xeber Alkain in una vittoria per 2-1 contro il Leganés.
Ha segnato il suo primo gol professionistico il 3 settembre 2022, segnando il gol dell'1-1 contro il Las Palmas.

## Statistiche

### Presenze e reti nei club
Statistiche aggiornate al 16 marzo 2025.
| Stagione                | Squadra                 | Campionato              | Campionato | Campionato | Coppe nazionali | Coppe nazionali | Coppe nazionali | Coppe continentali | Coppe continentali | Coppe continentali | Altre coppe | Altre coppe | Altre coppe | Totale | Totale | Totale |
| Stagione                | Squadra                 | Comp                    | Pres       | Reti       | Comp            | Pres            | Reti            | Comp               | Pres               | Reti               | Comp        | Pres        | Reti        | Pres   | Reti   |        |
| ----------------------- | ----------------------- | ----------------------- | ---------- | ---------- | --------------- | --------------- | --------------- | ------------------ | ------------------ | ------------------ | ----------- | ----------- | ----------- | ------ | ------ | ------ |
| 2017-2018               | Aurrerá Vitoria         | TD                      | 29         | 10         | CR              | 0               | 0               | -                  | -                  | -                  | -           | -           | -           | 29     | 10     |        |
| 2018-2019               | San Ignacio             | TD                      | 29         | 7          | -               | -               | -               | -                  | -                  | -                  | -           | -           | -           | 29     | 7      |        |
| 2019-2020               | San Ignacio             | TD                      | 25         | 7          | -               | -               | -               | -                  | -                  | -                  | -           | -           | -           | 25     | 7      |        |
| Totale Club San Ignacio | Totale Club San Ignacio | Totale Club San Ignacio | 54         | 14         |                 | -               | -               |                    | -                  | -                  |             | -           | -           | 54     | 14     |        |
| 2020-2021               | Alavés B                | SDB                     | 14         | 3          | -               | -               | -               | -                  | -                  | -                  | -           | -           | -           | 14     | 3      |        |
| 2021-2022               | Alavés B                | SF                      | 36         | 16         | -               | -               | -               | -                  | -                  | -                  | -           | -           | -           | 36     | 16     |        |
| Totale Alavés B         | Totale Alavés B         | Totale Alavés B         | 50         | 19         |                 | -               | -               |                    | -                  | -                  |             | -           | -           | 50     | 19     |        |
| 2022-2023               | Alavés                  | SD                      | 19+3       | 2+1        | CR              | 3               | 0               | -                  | -                  | -                  | -           | -           | -           | 25     | 3      |        |
| 2023-2024               | Alavés                  | PD                      | 23         | 1          | CR              | 0               | 0               | -                  | -                  | -                  | -           | -           | -           | 23     | 1      |        |
| 2024-gen. 2025          | Alavés                  | PD                      | 8          | 0          | CR              | 2               | 0               | -                  | -                  | -                  | -           | -           | -           | 10     | 0      |        |
| Totale Alavés           | Totale Alavés           | Totale Alavés           | 50+3       | 3+1        |                 | 5               | 0               |                    | -                  | -                  |             | -           | -           | 58     | 4      |        |
| gen.-giu. 2025          | Granada                 | SD                      | 8          | 1          | CR              | -               | -               | -                  | -                  | -                  | -           | -           | -           | 8      | 1      |        |
| Totale carriera         | Totale carriera         | Totale carriera         | 194        | 48         |                 | 5               | 0               |                    | -                  | -                  |             | -           | -           | 199    | 48     |        |